# Самохвалов Олександр Степанович
Олександр Степанович Самохвалов (1886, село Цепелєво Покровського повіту Владимирської губернії, тепер Владимирської області, Російська Федерація — 1951, місто Москва) — радянський діяч, голова Симбірського і Катеринославського губвиконкомів.

## Біографія
Народився в родині робітника-тесляра. У 1898 році закінчив початкове земське училище в селі Копніно Покровського повіту Владимирської губернії.
У 1899—1901 роках працював хлопчиком у торгівлі Кабанова в Нижньому Новгороді. У 1901—1903 роках — писар товариства прикажчиків. У 1903—1904 роках — конторник, репортер газети «Нижньогородський листок».
Член РСДРП(б) з 1905 року.
У квітні — листопаді 1905 року — співробітник газети «Північний край» (Владимир, Іваново-Вознесенськ). У 1905 році був відряджений в Іваново-Вознесенськ від Владимирської партійної організації. Здійснював закупівлю і транспортування зброї з міста Владимира. Арештовувався російською жандармерією в 1905 році. З листопада 1905 по жовтень 1907 року — на підпільній партійній роботі в міському та окружному комітеті РСДРП(б) у місті Владимирі. Був членом бойової дружини, вважався добрим пропагандистом та оратором.
З жовтня 1907 до березня 1908 року — у в'язниці, після чого висланий під нагляд у Нижній Новгород. З березня 1910 до січня 1911 року — репортер газети «Нижньогородський листок», після чого рік провів у в'язниці Нижнього Новгорода. З січня 1912 по червень 1917 року — репортер газети «Нижньогородський листок», деякий час хворів. У 1916 році закінчив літературне відділення народного університету в Нижньому Новгороді.
З листопада 1917 по жовтень 1919 року працював редактором газети Нижньогородського губернського комітету РКП(б) в місті Нижньому Новгороді. З 1918 по 1919 рік — член Нижньогородського міського комітету РКП(б).
З жовтня 1919 по лютий 1921 року — начальник Пуокра і Поарма військового округу Запасної армії РСЧА в Нижньому Новгороді, Симбірську, Казані. Одночасно, у 1920 році — член Казанського обласного комітету РКП(б) і заступник голови ЦВК Татарської АРСР, у 1921 році — член Симбірського губернського комітету РКП(б).
У лютому — листопаді 1921 року — голова виконавчого комітету Симбірської губернської ради.
З листопада 1921 до березня 1922 року — член редакції «Известий» Азербайджанського ЦВК в місті Баку.
З березня 1922 року — член бюро Донецького губернського комітету КП(б)У.
З липня по 13 листопада 1922 року — відповідальний секретар Полтавського губернського комітету КП(б)У.
У листопаді 1922 — липні 1923 року — начальник Головного управління політичної освіти Народного комісаріату освіти Української СРР у місті Харкові.
У липні 1923 — березні 1924 року — голова виконавчого комітету Катеринославської губернської ради.
У березні 1924 — липні 1925 року — завідувач Державного видавництва Української СРР у Харкові.
У 1925—1926 роках — член ревізійної комісії та кандидат у члени Владимирської губернської контрольної комісії ВКП(б).
З 1926 по липень 1927 року — заступник голови Комітету у справах друку при РНК СРСР у Москві.
У 1927 році — редактор журналу Народного комісаріату освіти РРФСР «Народна освіта».
З 1927 по 1930 рік працював помічником начальника та заступником начальника Головліту СРСР.
У 1930—1935 роках — головний редактор журналу Народного комісаріату освіти РРФСР «Народна освіта» («Комуністична освіта»).
З середини 1935 року — начальник сектору крайової інспекції Головліту СРСР.
З жовтня 1937 року — заступник начальника Головліту СРСР. У грудні 1937 — січні 1938 року — в.о. начальника Головліту СРСР.
Потім працював у Відділі історії партії ЦК ВКП(б) у Москві.
Похований на Новодівочому цвинтарі міста Москви.